# François Musin
Pour les articles homonymes, voir Musin.
François-Étienne Musin, né le 4 octobre 1820 à Ostende et mort à Saint-Josse-ten-Noode le 24 octobre 1888 , est un peintre mariniste belge du XIXe siècle.

## Biographie
Élève de François Bossuet, François Musin est un peintre de marines. Il participe à de nombreuses expositions en Europe et aux États-Unis à partir de 1840 jusqu'à la fin de sa vie et reçoit plusieurs récompenses et mentions honorables.
Il est le père d'Auguste Musin, également peintre de marines.
En 1988, le Musée des Beaux-Arts d'Ostende a organisé une grande exposition consacrée à François Musin, nommée "François Musin, peintre de marines".

## Honneurs
- Chevalier de l'ordre de Léopold (7 février 1879)[1].
- Une rue à l'arrière du Jardin botanique de Bruxelles a été nommée en son honneur, la rue Musin à Saint-Josse-ten-Noode.

## Collections

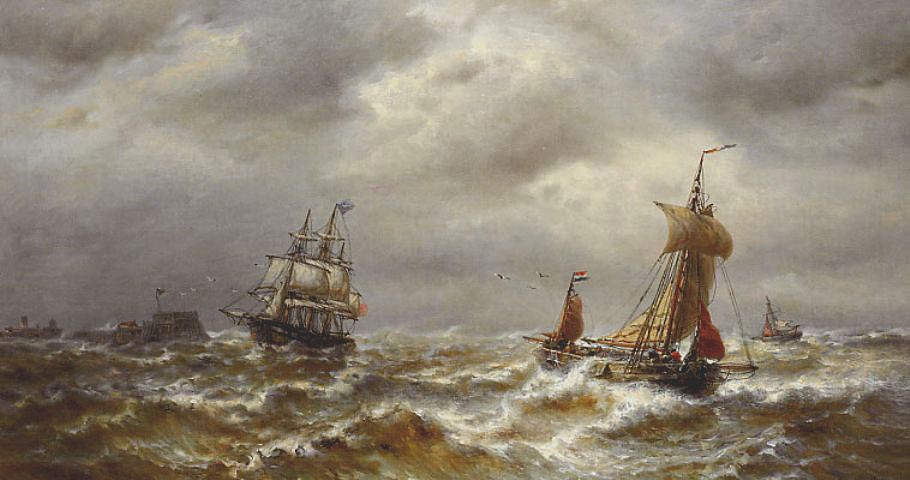
Pêcheurs par gros temps, François Musin

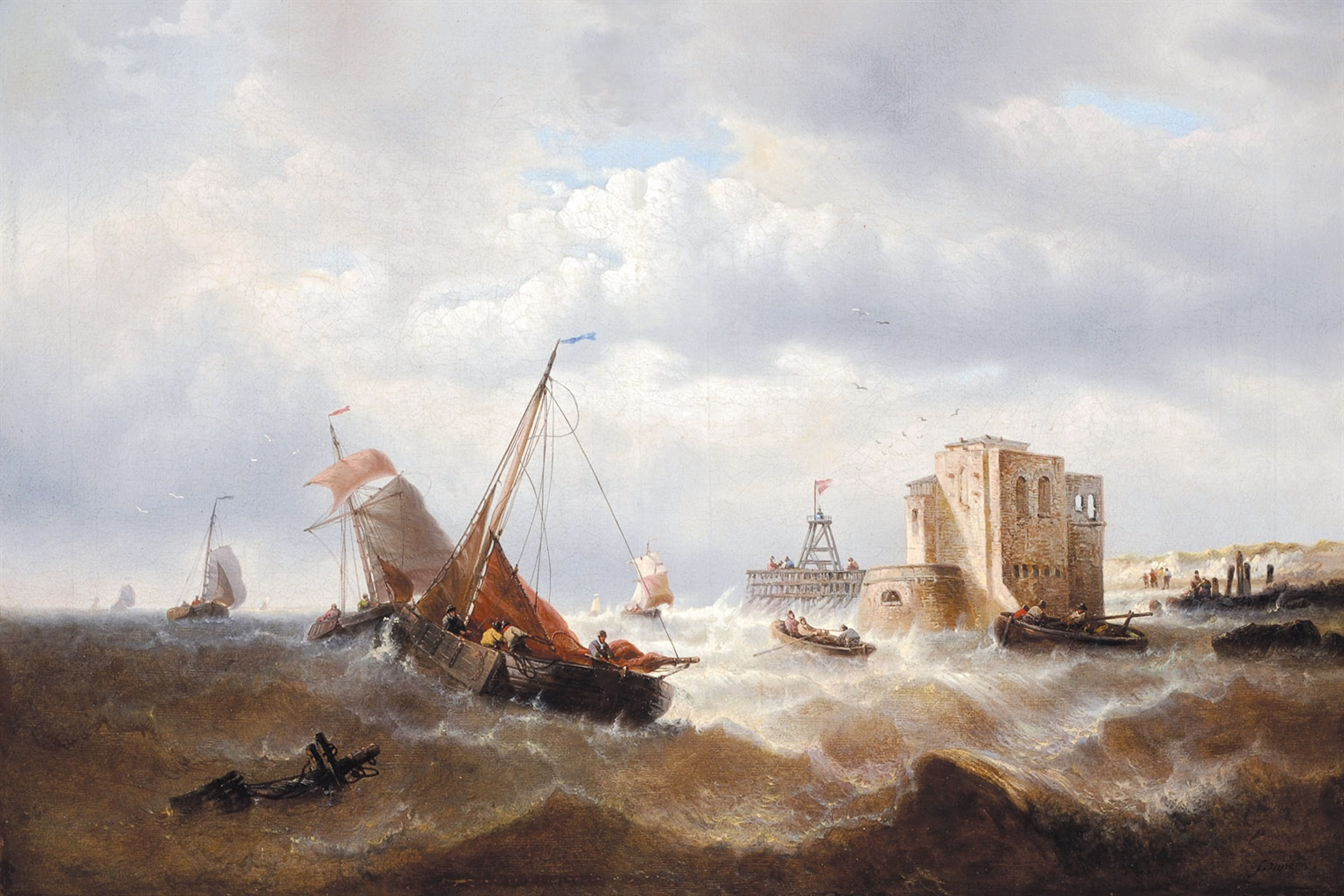
Bateaux sur mer agitée, François Musin

Ses œuvres se trouvent dans les lieux suivants :
- En Belgique :
  - Musée communal des beaux-arts d'Ixelles, (Bruxelles)
  - Kunstmuseum aan zee, Ostende
  - Musées royaux des beaux-arts de Belgique, Bruxelles
  - Hôtel de ville, Blankenberge
  - Musée Smidt Van Gelder (nl), Anvers
  - Dans les collections de l'État belge
- En dehors de la Belgique :
  - Musée du Prado, Madrid
  - National Maritime Museum, Greenwich
  - Musée des beaux-arts, Montréal
  - Palais de Sanssouci, Potsdam
  - Musée des beaux-arts de Reims
  - Château Uppark (en)